# Chionodraco
Chionodraco Lönnberg, 1906 è un genere di pesci appartenenti alla famiglia Channichthyidae e diffusi nell'Oceano Antartico.

## Specie
Il genere comprende tre specie
- Chionodraco hamatus (Lönnberg, 1905)
- Chionodraco myersi H. H. DeWitt & J. C. Tyler, 1960
- Chionodraco rastrospinosus H. H. DeWitt & Hureau, 1979